# Pleurothallis privigna
Pleurothallis privigna är en orkidéart som beskrevs av Carlyle August Luer. Pleurothallis privigna ingår i släktet Pleurothallis och familjen orkidéer. Inga underarter finns listade i Catalogue of Life.